# Vărbovo, Vidin
Vărbovo (în bulgară Върбово) este un sat în comuna Ciuprene, regiunea Vidin,  Bulgaria. 

## Demografie
Componența etnică a satului Vărbovo
     Bulgari (80,9%)
     Romi (17,27%)
     Nicio identificare (1,81%)
     Altele (0%)
La recensământul din 2011, populația satului Vărbovo era de 110 locuitori. Din punct de vedere etnic, majoritatea locuitorilor (80,9%) erau bulgari, cu o minoritate de romi (17,27%). Pentru 1,81% din locuitori nu este cunoscută apartenența etnică.